# Cheb Mami
Cheb Mami (en árabe شاب مامي)  (n. 11 de julio de 1966, Saida, Argelia) es un cantante de origen argelino, del género musical raï. Ha interpretado sus canciones en varios idiomas, como en árabe argelino, francés y en algunas ocasiones en árabe egipcio. Según numerosos estudiosos de la música, su estilo vocal ha sido descrito como falsetto.

## Biografía

### Inicios
Ahmad Khelifati, mejor conocido en el ámbito artístico como Cheb Mami, nació el 11 de julio de 1966, en el poblado barrio de Graba-el-wed, ubicado en la ciudad de Saida, en Argelia. Sus padres eran obreros industriales, y desde temprana edad demostró su afición por el canto. Especialmente admiraba a los grupos corales meddahates, que estaban conformados únicamente por mujeres, y eran procedentes en su mayoría de Orán. Generalmente, estas agrupaciones interpretaban música tradicional en matrimonios y en ritos de iniciación de la religión del islam (En árabe, la ceremonia es denominada como Kitham).  De esta manera, en el año de 1978 se unió como aprendiz a una de estas agrupaciones, para iniciarse en el género musical raï, que es un estilo que se enfoca en la cultura beduina, y sus temas principales son el amor, las celebraciones, la vida nocturna y la soledad. En ese periodo, debido a la tristeza de sus canciones se lo denominó con el sobrenombre de Mami, que significa "el doliente". Además, siguiendo la tradición de los cantantes de raï, adoptó el nombre Cheb, que en castellano significa “el joven”. La costumbre de utilizar dicho nombre es seguida por numerosos artistas de este estilo, y tiene la finalidad de establecer una diferencia con los cantantes de generaciones anteriores.
Durante sus años de juventud tuvo que trabajar arduamente para ayudar a sus padres y a sus nueve hermanos económicamente, y se desempeñó por un tiempo como soldador en una fábrica de metales. Sin embargo, durante los fines de semana o en sus momentos libres viajaba a la ciudad de Orán, y se dedicaba a cantar en ceremonias religiosas. Es así, que la agrupación musical conocida como Al Azhar (En español, Las Flores) decidieron contratarlo. La mayoría de las presentaciones del grupo eran realizadas en clubes y bares nocturnos, convirtiéndose en una nueva experiencia para Cheb Mami.

### Carrera musical
En 1982, sus compañeros de la agrupación lo animaron a que participase en un concurso transmitido por el canal de televisión argelino Radio Television Algerienne, en el programa Alhan wa Chabab (En español, Melodías de la juventud), en donde se buscaba encontrar nuevos talentos musicales. El adolescente de 16 años cantó la melodía "El Marsam" (En español, El santuario), que era un clásico de la música oranesa de los años 1920. La audiencia se paralizó a causa de la pureza emocional de su interpretación y por su armoniosa entonación vocal, la cual capturó perfectamente el título de la canción. Los jueces del concurso representaban al gobierno, el cual rehusaba admitir la existencia de la música raï, de tal modo que eligieron como ganador a un concursante que hizo una versión de una de las canciones de la exitosa diva egipcia Umm Kulthum. Sin embargo, los jueces se vieron forzados a reconocer la ovación general del público, y decidieron premiar a Mami con la segunda posición. El concurso lo popularizó, y fue contactado por uno de los empresarios de una discográfica local llamada Disco Maghreb para que grabara varios casetes. 
Desde 1982 a 1985, Cheb Mami grabó aproximadamente diez casetes, llegando a producir desde 100.000 a 500.000 copias, y sin recibir una remuneración justa. En 1985, Mami viajó a París, y realizó varias producciones musicales, fusionando el raï con varios géneros musicales como el blues, la salsa, el reggae, el hip-hop, e integrando algunos ritmos de sus ídolos Stevie Wonder, Otis Redding, y el rapero francés MC Solaar. Ese mismo año regresó a Argelia, e hizo su primera aparición oficial en el Primer festival raï en Orán. Este suceso marcó el reconocimiento de este género musical por parte de las autoridades gubernamentales del país. 
Nuevamente regresó a Francia con el motivo de obtener todos los equipos necesarios para la producción de sus futuros proyectos musicales, y se sorprendió al ver que su música era altamente demandada por los franceses. Rápidamente, fue contratado en diversos clubes nocturnos orientales y Mami aprovechó la ocasión para pulir sus composiciones, introducir ritmos occidentales y modernizar el género raï. En enero de 1986, fue convocado para que participase en los festivales La Villete y Bobigny en la ciudad de París. En el concierto de la Villete, Mami tuvo la oportunidad de conocer al productor musical Michel Levy, quien se convirtió en su mánager y seguidamente firmó su primer contrato con la discográfica "Blue Silver". Posteriormente, grabó los discos Douni el Bladi (En español, Llévame de regreso a casa) y Ouach Tsalini (En español, Yo no te debo nada). En diciembre del mismo año, realizó su primera presentación en el afamado teatro de renombre internacional Olympia de París.  
Desde 1987 se alistó en el ejército argelino, y sirvió durante dos años, actuando como animador y artista en las bases militares. Siguiendo el estilo raï se aprecian también las influencias de la música griega, turca, hip-hop, funk y latinoamericana. Después de varios discos editados, su colaboración en el año 2000 con Sting en la canción «Desert Rose» es su momento de mayor fama.
Mami estuvo después en prisión acusado de "violencia, secuestro y amenazas" en contra de una exnovia, y ausentarse a un llamado de la corte judicial en 2007. Fue acusado de tratar de forzar a su exnovia, una fotógrafa, a tener un aborto. Durante un viaje a Argelia en el verano de 2005, la víctima fue encerrada en una casa perteneciente a un amigo de Mami, donde se le intentó practicar un aborto aunque luego de volver a Francia, se dio cuenta de que el feto seguía vivo. Mami acusó a su mánager Michel Lecorre (Michael Levy) de organizar el plan de aborto. Michael Levy fue más tarde sentenciado a cuatro años.
Mami fue arrestado en Francia varios días antes del juicio; puesto en custodia por oficiales en un aeropuerto de París cuando llegó al país desde Argelia, el 29 de junio de 2009. En julio de ese mismo año, una corte de París lo encontró culpable, y fue sentenciado a cinco años en prisión.
Cheb Mami salió de prisión después de cumplir la mitad de su pena bajo libertad condicional.

## Discografía parcial
| Año  | Álbum                 |
| ---- | --------------------- |
| 1986 | Douni El Bladi        |
| 1989 | The prince of the Raï |
| 1990 | Let me Rai            |
| 1994 | Saïda                 |
| 1998 | Meli Meli             |
| 2001 | Dellali               |
| 2001 | Lazrag Saani          |
| 2004 | Du Sud au Nord,       |
| 2004 | Best of Cheb Mami     |
| 2004 | Life au Grand Rex     |
| 2006 | Layali                |